# Prydlig lövmätare
Prydlig lövmätare, Scopula ornata, är en fjärilsart som beskrevs av Giovanni Antonio Scopoli 1793. Prydlig lövmätare ingår i släktet Scopula och familjen mätare, Geometridae. Enligt den svenska rödlistan är arten akut hotad, CR, i Sverige, medan den  enligt den finska rödlistan är sårbar, VU i Finland. I Sverige förekommer arten sällsynt från Skåne till Uppland, inklusive Öland och Gotland. I Finland förekommer den mycket sällsynt i de sydligaste landskapen, från Åland till Södra Karelen. Tre underarter finns listade i Catalogue of Life, Scopula ornata enzela Prout, 1935, Scopula ornata ornata (Scopoli, 1763) och Scopula ornata subornata Prout, 1913.

## Bildgalleri

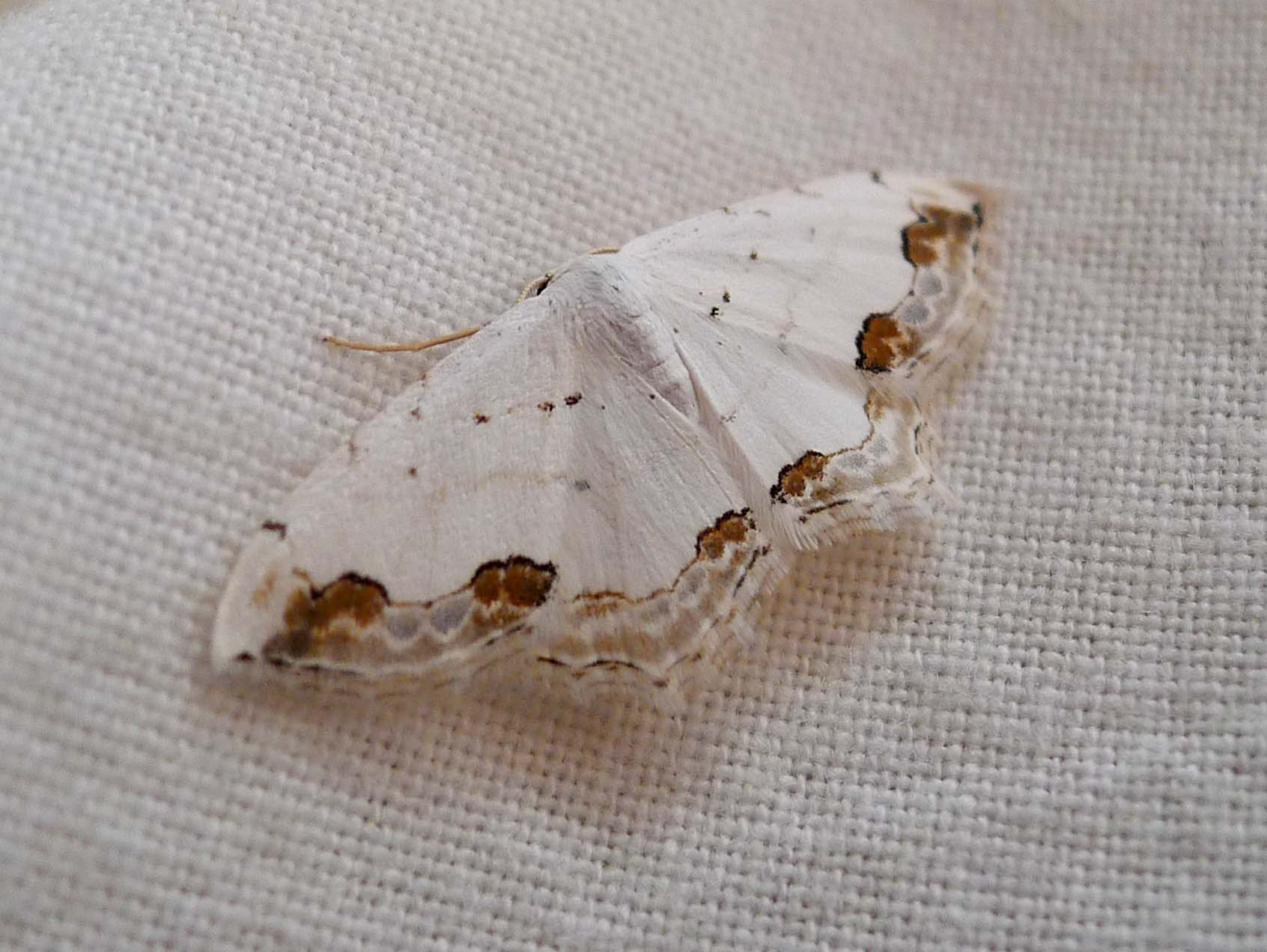
Imago fjäril
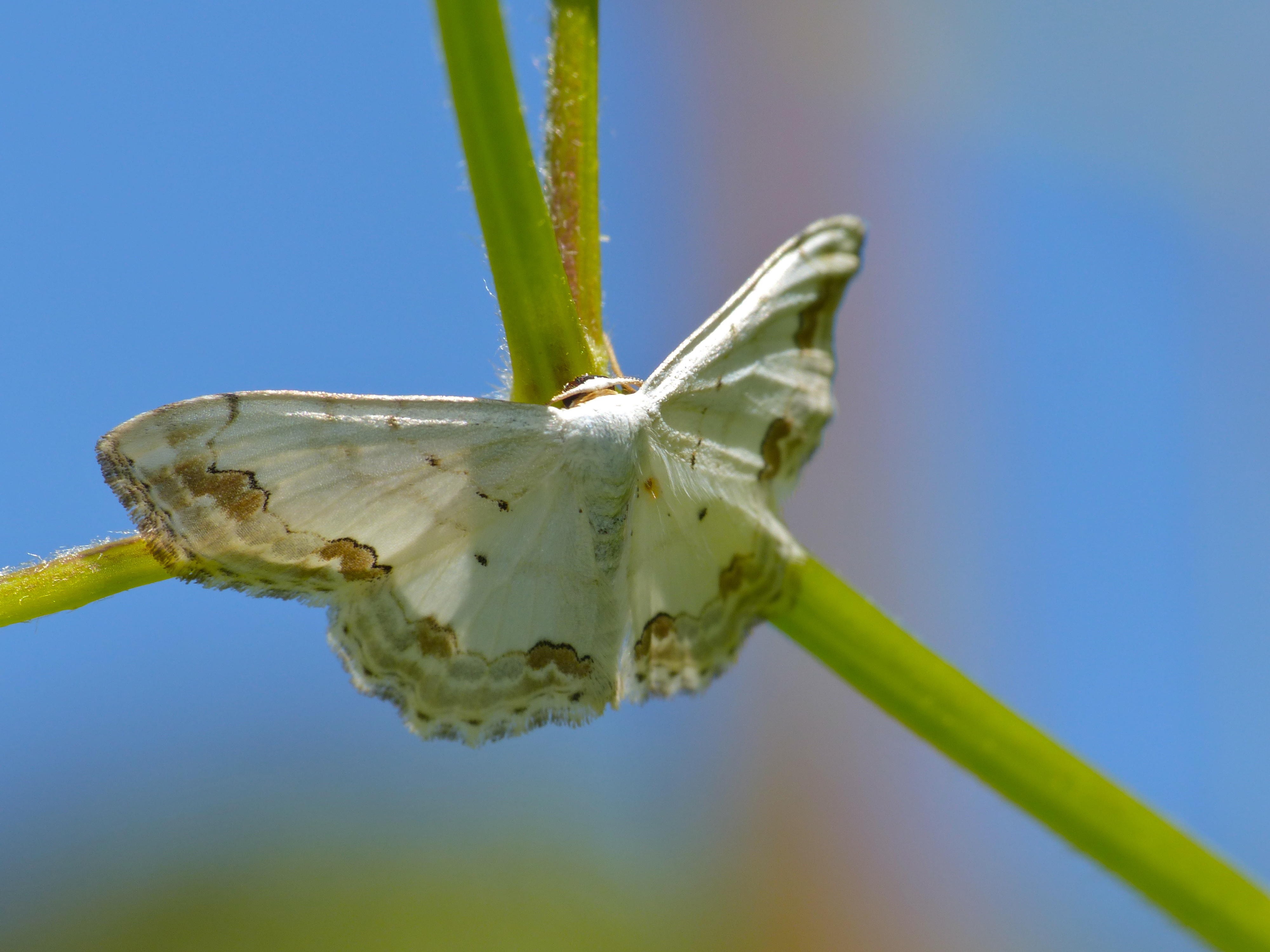
Imago fjäril
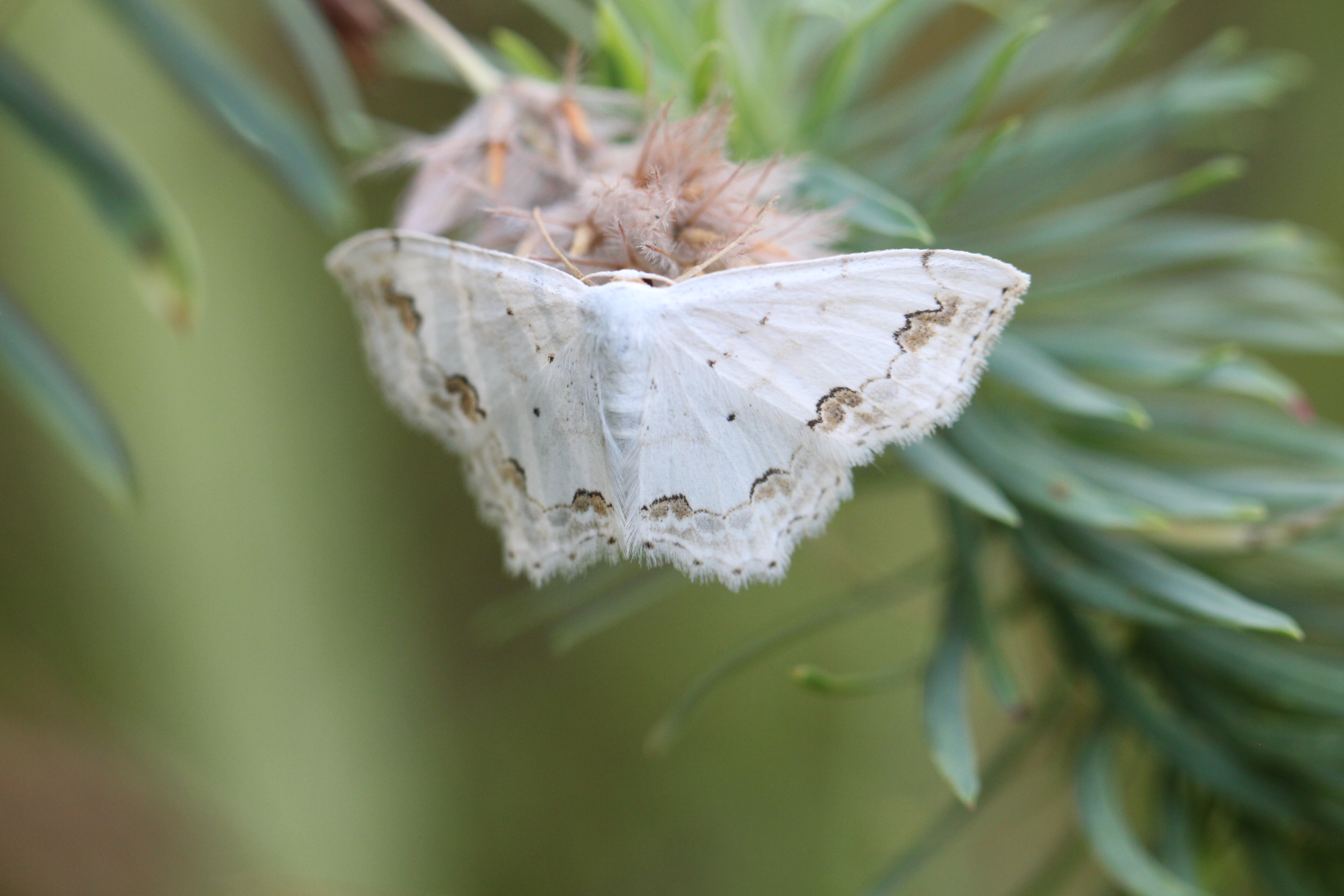
Imago fjäril